# Білоцерківський механічний завод
Білоцерківський механічний завод (БЦМЗ) — підприємство створене в 1971-му році для забезпечення необхідного технологічного оснащення заводів гумотехнічної й азбестотехнічної промисловості. За більш ніж сорокарічну історію свого існування підприємство значно розширило сферу діяльності

## Продукція
- живильні насоси
- Передвключені насоси
- муфти гідродинамічні
- насоси для кислотної промивки
- конденсатні насоси
- мережеві насоси
- загальнопромислові насоси
- насоси для очищення природного газу
- насоси для транспортування нафти
- насоси для систем
- насоси для АЕС

## Послуги
- литво чорне так кольорове
- зварювальні роботи
- ремонт промислового обладнання
- фрезерні, токарні роботи
- термообробка
- створення прес-форм
- ремонт насосного обладнання
- ВТК
- сертифікація
- інженерний відділ
- індивідуальні замовлення